# Reação de Friedel-Crafts
As reações de Friedel-Crafts (que podem ser alquilação de Friedel-Crafts ou acilação de Friedel-Crafts, conforme o tipo) são um conjunto de reações de substituicão eletrofílica aromática descobertas no ano de 1877 pelo químico francês Charles Friedel e pelo químico norte-americano James M. Crafts.
Tanto a acilação como a alquilação de Friedel-Crafts envolvem o uso do cloreto de alumínio (AlCl3) (e mais raramente do cloreto de ferro III (FeCl3) como ativador do eletrófilo. No caso da alquilação, o eletrófilo é um carbocátion (R+). No primeiro passo, o carbocátion é formado pela reação de um cloreto de alquila com o ácido de Lewis. Outros haletos de alquila, como brometos, fluoretos ou iodetos, também podem ser utilizados. Haletos de vinila ou de arila não funcionam, pois seus carbocátions são muito instáveis. 
O produto dessa reação - um alquilbenzeno - é mais reativo do que o próprio benzeno. Para evitar a alquilação de um benzeno já alquilado, então, utiliza-se um excesso de benzeno na reação. Neste caso, o carbocátion tem mais chance de encontrar uma molécula de benzeno não-substituído, e formam-se, preferencialmente, apenas benzenos mono-substituídos.

## Alquilação de Friedel-Crafts
Exemplo de alquilação de Friedel-Crafts.

## Acilação de Friedel-Crafts
Exemplo de acilação de Friedel-Crafts. Ainda que não apareça, requer tratamento aquoso final.